# Bengtsår
Bengtsår med Tjäruholmen och Strömsholmen är en ö i Finland. Den ligger i Skärgårdshavet och i kommunen Hangö i den ekonomiska regionen  Raseborg i landskapet Nyland, i den sydvästra delen av landet. Ön ligger omkring 110 kilometer väster om Helsingfors.
Öns area är 3,37 kvadratkilometer och dess största längd är 3,4 kilometer i nord-sydlig riktning.
Delar av sjöslaget vid Hangö udd 1714 ägde rum vid denna ö.

## Sammansmälta delöar
- Bengtsår 59°54′21″N 23°06′47″Ö / 59.90576°N 23.11314°Ö
- Tjäruholmen 59°54′27″N 23°04′56″Ö / 59.90739°N 23.08215°Ö
- Strömsholmen 59°54′44″N 23°05′41″Ö / 59.91209°N 23.09462°Ö